# Distretto di Tamenglong
Il distretto di Tamenglong è un distretto dello stato del Manipur, in India. Il suo capoluogo è Tamenglong.